# Stegenthumbach
Stegenthumbach ist ein Ortsteil der Stadt Eschenbach in der Oberpfalz im oberpfälzischen Landkreis Neustadt an der Waldnaab. 

## Geographie
Der Weiler und die ehemalige Gemeinde Stegenthumbach lagen im heutigen Truppenübungsplatz Grafenwöhr, der abgesiedelte Ort lag drei Kilometer südlich von Eschenbach. Die im Zuge der Erweiterung des Truppenübungsplatzes errichtete Ansiedlung Stegenthumbach (neu) ist näher an Eschenbach herangerückt.

## Geschichte
Die Landgemeinde Stegenthumbach wurde 1818 aufgrund des Gemeindeedikts in Bayern eingerichtet. Sie bestand vor der Erweiterung des Truppenübungsplatzes Grafenwöhr 1936 aus den Ortsteilen Boden im Tal, Breitenlohe, Hotzaberg, Kleinkotzenreuth, Netzart im Tal, Römersbühl, Weidlberg, Weihern und dem Dorf Stegenthumbach. 1933 zählte die Gemeinde 336 Einwohner. Die Orte Boden im Tal, Netzart im Tal, Römersbühl, Stegenthumbach und Weihern wurden ab 1936 abgelöst und die Bewohner abgesiedelt. Im Jahr 1946 wurden der Rest der Gemeinde und die Ansiedlung Stegenthumbach (neu) sowie ein Teil der Gemeinde Thomasreuth nach Eschenbach in der Oberpfalz eingegliedert.